# Francesco Barsanti
Francesco Barsanti (Lucca, 1690 - Londen, 1775) was een Italiaans componist van barokmuziek. Ook was hij hoboïst en blokfluitist.

## Biografie
Over de jeugd van Barsanti is weinig bekend. Hij studeerde rechten in Padua, maar gaf deze studie op om zich aan de muziek te wijden. In 1714 emigreerde hij, samen met Francesco Geminiani, naar Londen. Als musicus kreeg hij een positie in het operaorkest van het Haymarket Theatre, waar ook de opera's van Georg Friedrich Händel werden uitgevoerd.
In 1735 vertrok Barsanti naar Edinburgh waar hij acht jaar verbleef als Master bij de Edinburgh Musical Society, en in het huwelijk trad met ene Jean, waarvan verder weinig bekend is. Zij kregen een dochter, Jane. In 1743 keerde hij met zijn gezin terug naar Londen, waar hij als violist in Händel's operaorkest ging werken. In 1772 kreeg hij een beroerte en drie jaar later stierf hij, tot het einde toe verzorgd door Jane, die ook bekendheid verwierf als actrice.

## Composities
Barsanti's Opus 1 (1727) betreft 6 solosonates voor altblokfluit. Eind jaren 40 van de 20e eeuw werden deze sonates herontdekt door Walter Bergmann. Naast dit werk geniet ook A collection of old Scot tunes (1742) bekendheid onder folk-musici. Dit werk betreft 28 traditionele Schotse airs.
Barsanti schiep nog diverse andere composities, zowel in de Italiaanse, de Franse als de Duitse stijl. Zijn werken omvatten voorts: sonates, concerti grossi, ouvertures, en antifonen.
- Bibsys: 6052551
- Biblioteca Nacional de España: XX1638842
- Bibliothèque nationale de France: cb138911935 (data)
- CiNii: DA07557508
- Gemeinsame Normdatei: 128857269
- International Standard Name Identifier: 0000 0000 8094 4132
- Library of Congress Control Number: n81022400
- MusicBrainz: adc70df8-52f5-46fb-b86c-4269d8f648fc
- Bibliotheek van het Japanse parlement: 01044528
- Nationale Bibliotheek van Tsjechië: mzk2003206744
- Nationale bibliotheek van Australië: 35539340
- Nationale Bibliotheek van Israël: 987007273050305171
- Nationale Bibliotheek van Polen: a0000003201623
- Nederlandse Thesaurus van Auteursnamen: 073261424
- Istituto Centrale per il Catalogo Unico: MUSV004782
- SNAC: w6gx4z7q
- Système universitaire de documentation: 152652043
- Trove: 989231
- Virtual International Authority File: 14957506
- WorldCat: E39PBJktkMD78MtPpbRmcVGCQq